# Hans A. Pestalozzi
Hans Adolf Pestalozzi (* 7. Februar 1929 in Zürich; † 14. Juli 2004 in Wattwil) war ein Schweizer Manager, Gesellschaftskritiker und Autor.

## Leben
Sein Vater war Lehrer und Pfarrer, seine Mutter eine frühe Frauenrechtlerin, beide engagierten sich für Randgruppen. Hans A. Pestalozzi studierte Wirtschaftswissenschaften an der Hochschule St. Gallen (HSG) und war danach Assistent am aussenwirtschaftlichen Institut. 

### Migros und GDI
1955 kam er als persönlicher Sekretär von Gottlieb Duttweiler zum Einzelhandels-Konzern Migros. Nach dem Tod des Gründers wurde Pestalozzi 1962 Vizedirektor des Konzerns. Von 1966 bis 1979 leitete er das renommierte Gottlieb Duttweiler Institut (GDI) im zürcherischen Rüschlikon, das er zu einer international bekannten Denkfabrik für Führungskräfte entwickelte. Unternehmensführer, Wissenschaftler, Philosophen und Politiker als Gäste aus aller Welt wurden eingeladen, um Schwachstellen der Wachstums- und Konsumgesellschaft aufzuspüren. Kulturübergreifend  entwickelten sie am GDI Thesen und Ideen, wie man die Welt zu einem lebenswerteren Ort machen kann. In dem Moment, als er bei seiner Suche nach Alternativen auf den Anarchismus stiess, und seine kritischen Ideen immer radikaler auch öffentlich postulierte – gipfelnd in seinem vielbeachteten Buch Nach uns die Zukunft –, wurde er 1979 fristlos entlassen.

### Gesellschaftskritik
In seiner zweiten Laufbahn wurde der Ex-Migros-Manager zum Migros-Management-Kritiker und – wie er selbst postulierte – zum «autonomen Agitator». Er führte ab 1980 die Reformbewegung M-Frühling gegen die Migros. Bekannt wurde sein Engagement auch durch den Dokumentarfilm Pestalozzi von Roman Brodmann. 1982 plädierte er für die Abschaffung der Schweizer Armee – der er selber als Major gedient hatte – mit seinem Buch Rettet die Schweiz; im selben Jahr gründete er die Gruppe für eine Schweiz ohne Armee (GSoA) mit. Er war befreundet mit Frederic Vester, dessen Ausstellung Unsere Welt – ein vernetztes System er förderte, und mit dem Bioarchitekten Rudolf Doernach; die drei traten oft gemeinsam auf.
Pestalozzi hielt in der Folge zahlreiche Vorträge vor Lehrern und politischen Organisationen und war vielgefragter Redner und Diskutant in Fernsehsendungen. Er solidarisierte sich mit der wachsenden Jugendbewegung, mit anderen pazifistischen, ökologischen und entwicklungspolitischen Wegbereitern und zeigte scharf die aus seiner Sicht vorhandenen Schwachstellen und Widersprüche der konsumorientierten Wachstumsgesellschaft auf.
1984 zog er sich auf einen Bauernhof in Steintal bei Wattwil im Toggenburg zurück, wo er autarke Selbstversorgung praktizierte. Daneben erwanderte er zahlreiche europäische Weitwanderwege.
Pestalozzi wählte 75-jährig den Freitod.

## Schriften
- Die Geschichte der Migrol. Bis zur Gründung der Erdölwerke Frisia AG. 1 % zwingt 99 %. Migros-Genossenschafts-Bund, Pressedienst, Zürich 1957 (Der «Benzinkrieg» in der Schweiz).
- Nach uns die Zukunft. Von der positiven Subversion. Zytglogge, Gümligen 1979, ISBN 3-7296-0098-2.
- M-Frühling. Vom Migrosaurier zum menschlichen Mass. Zytglogge, Gümligen 1980, ISBN 3-7296-0107-5.
- Frauen als Verbraucher. In: Arnoldshainer Protokolle Band 80. Evangelische Akademie in Hessen und Nassau Arnoldshain, Schmitten 1980.
- Helge Pross, Hans Schäfer, Hans A. Pestalozzi: Mensch oder Manager? 3 Vorträge; Forum, 12. November 1981, Alte Oper Frankfurt / Dt. Leasing AG. Frankfurt am Main [1982].
- Frieden in Deutschland. Die Friedensbewegung: wie sie wurde, was sie ist, was sie werden kann. Goldmann, München 1982, ISBN 3-442-11341-5.
- (Hrsg.): Rettet die Schweiz – schafft die Armee ab! Zytglogge, Gümligen 1982, ISBN 3-7296-0159-8.
- Die sanfte Verblödung. Gegen falsche New Age-Heilslehren und ihre Überbringer – Ein Pamphlet. Hermes, Düsseldorf 1985, ISBN 3-88958-011-4.
- Auf die Bäume ihr Affen. Zytglogge, Gümligen 1989, ISBN 3-7296-0313-2.